# Amtsbezirk Gmunden
Der Amtsbezirk Gmunden  war eine Verwaltungseinheit im Hausruckkreis in Oberösterreich.
Der Amtsbezirk war der Kreisbehörde in Wels unterstellt und besorgte deren Amtsgeschäfte vor Ort. Die Zuständigkeit erstreckte sich neben Gmunden auf die damaligen Gemeinden  Altmünster, Grünau, Gschwandt, Kirchham, St. Konrad, Laakirchen, Lindach, Neukirchen, Ohlsdorf, Ort, Traunkirchen, Viechtwang und Vorchdorf und umfasste damals eine Stadt und 140 Dörfer.